# Église Notre-Dame de Broc
L'église Notre-Dame est une église située à Broc, en France.

## Localisation
L'église est située dans le département français de Maine-et-Loire, sur la commune de Broc.

## Description

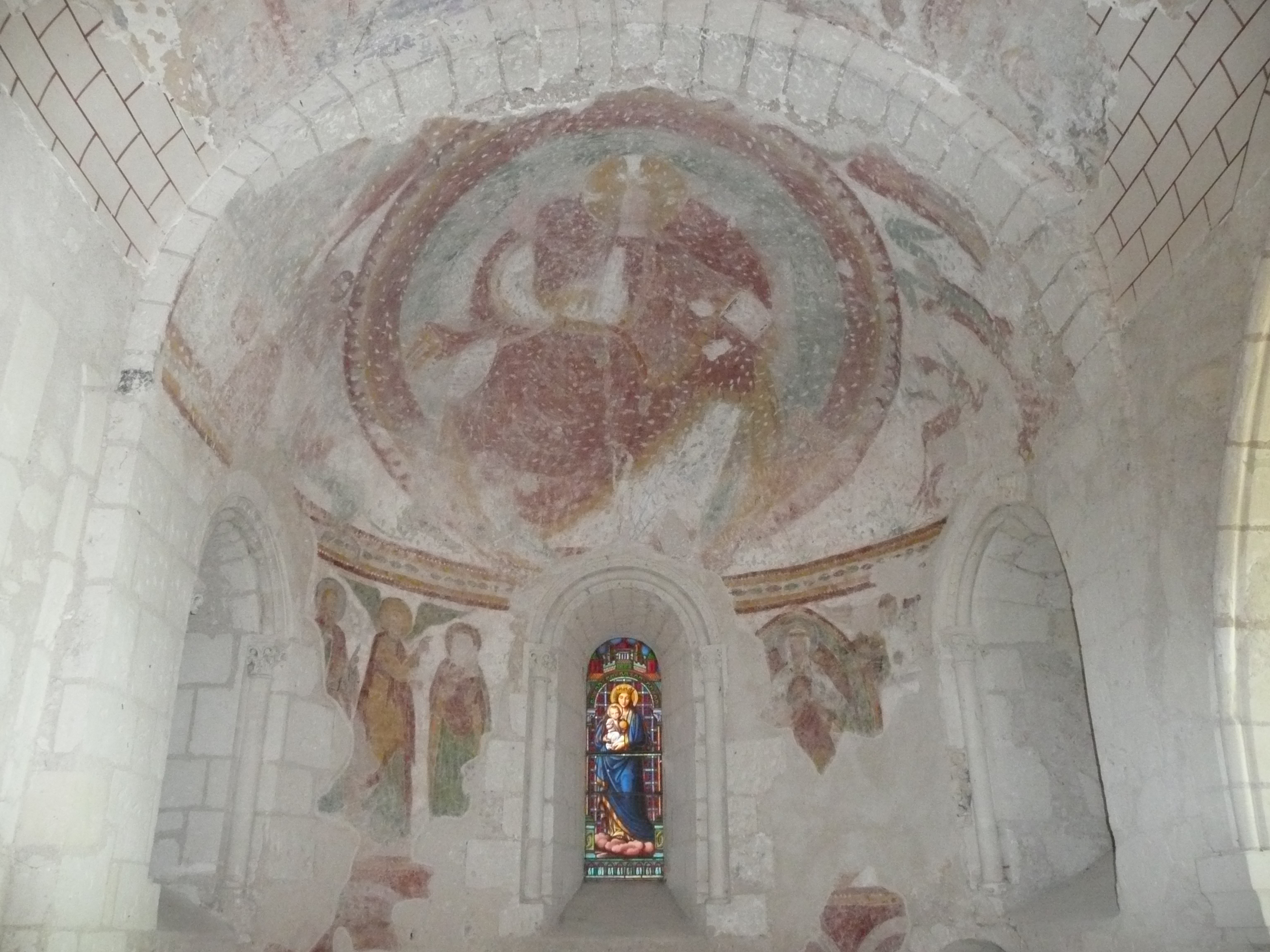
Abside
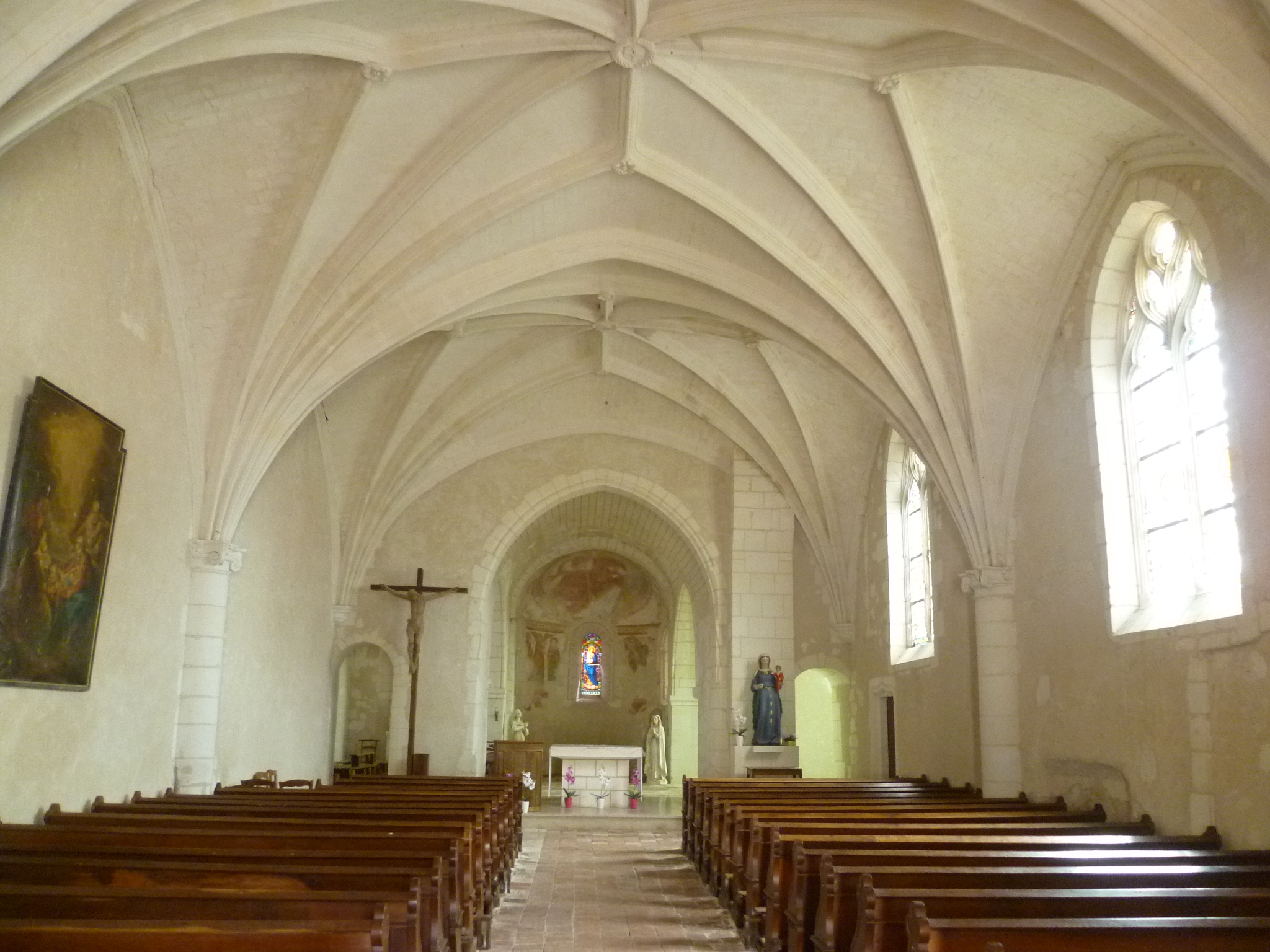
Nef et chœur de l'église

## Historique
L'édifice est inscrit au titre des monuments historiques en 1926 et classé en 1944.